# Doenjang
La doenjang è una pasta di fagioli di soia fermentati ed è considerata una delle salse essenziali della cucina coreana autentica. Prodotta principalmente nella contea di Sunchang, non contiene additivi artificiali, ma una notevole quantità di vitamine essenziali quali vitamina C e vitamina B12, flavonoidi, minerali e fitoestrogeni. Apporta anche la lisina, un amminoacido essenziale assente nel riso con il quale è solitamente consumata, e l'acido linoleico e l'acido linolenico, che aiutano i capillari e ne prevengono le malattie. La sua efficacia rimane anche dopo la cottura.

## Preparazione
All'inizio di novembre, i fagioli di soia vengono ammollati durante la notte, bolliti in acqua salata e poi pestati in un mortaio (jeolgu) o macinati grossolanamente con una macina. Un doe (≈1,8 litri) o due di fagioli pestati viene compresso in forma cubica o sferica, prendendo il nome di meju. Il meju viene poi fatto asciugare al fresco da una a diverse settimane finché non s'indurisce. Una volta solidificati, i blocchi di meju vengono legati con strame di riso ai cornicioni della casa, o messi in un ondol caldo con le pagliuzze del riso, per fermentare. Al primo mese del calendario lunare, i blocchi di meju vengono lavati e fatti asciugare al sole; dopodiché, invecchiano nei vasi di terracotta (jangdok) con la salamoia. Carbone e peperoncino vengono aggiunti per le loro proprietà assorbenti e antibatteriche, e anche per la credenza popolare religiosa che caccino gli spiriti maligni. Una volta invecchiato e fermentato bene, il meju viene schiacciato per ottenere la doenjang, mentre il liquido filtrato viene bollito e diventa la ganjang.

## Varianti
Anche se la doenjang e la ganjang sono solitamente preparate insieme, la doenjang può essere ottenuta anche senza produrre alcun tipo di liquido: quando la salamoia invecchiata viene bollita per diventare ganjang, il meju invecchiato viene ridotto in pasta e prende il nome di tojang (토장?), mentre, se viene usata una minore quantità di salamoia, il processo non produce ganjang e la pasta di fagioli ottenuta schiacciando il meju viene chiamata jangjae (장재?).
Sebbene la doenjang tradizionale sia preparata solo con fagioli di soia e salamoia, le varianti industriali contengono farina e a volte pasta di acciughe fermentate ed essiccate per accentuare il sapore salato della doenjang. Il Ministero dell'amministrazione del cibo e dei farmaci della Corea del Sud ha classificato la doenjang in tre categorie in base agli ingredienti:
- Hansik doenjang (한식된장?, lett. "pasta di fagioli fermentati alla coreana"): doenjang preparata secondo il metodo tradizionale, con meju e salamoia.
- Doenjang (된장?, lett. "pasta di fagioli fermentati"): doenjang preparata con meju non tradizionale (di riso, orzo, farina, fagioli di soia sgrassati, e invecchiata con il metodo tradizionale o usando i funghi Aspergillus) e soluzione salina.
- Jomi doenjang (조미된장?, lett. "doenjang condita"): prodotto che contiene più del 90% di doenjang o hansik doenjang.

## Consumo
La doenjang può essere mangiata cruda come condimento delle verdure o per intingere il cibo; tuttavia, è comunemente mischiata ad aglio, olio di sesamo e a volte pasta di peperoncino per ottenere la ssamjang, che viene poi consumata con il ssambap, cioè riso avvolto da verdure in foglia, generalmente lattuga. La combinazione di verdure in foglia e doenjang (o ssamjang) è un frequente complemento ai popolari piatti di carne della cucina coreana, come samgyeopsal, bulgogi, bibimbap e bossam. Figura anche tra gli ingredienti del brodo di zuppe e stufati, come nel doenjang-jjigae, uno stufato con tofu, peperoncino, scalogno, zucchine e, a scelta, funghi, carne rossa o pettini di mare.
Una pasta simile, la dajiang, è presente nella cucina della Cina nord-orientale, dove viene usata come condimento per le verdure crude mangiate in estate. La doenjang ha anche delle somiglianze con il miso giapponese, anche se quest'ultimo fermenta grazie al fungo Aspergillus oryzae invece che mediante una coltura batterica.

## Storia
La fermentazione dei fagioli di soia in Corea è iniziata prima del periodo dei Tre regni. Le Cronache dei Tre Regni, un testo storico cinese scritto e pubblicato nel terzo secolo d.C., riporta che "la gente di Goguryeo è brava a produrre la soia fermentata". Giare di terracotta usate per la produzione della doenjang sono dipinte sulle pareti della terza tomba rinvenuta ad Anak, risalente al quarto secolo di Goguryeo.
Nel Samguk sagi, un documento storico dell'era dei Tre regni, è scritto che la doenjang e la ganjang, insieme a meju e jeotgal (frutti di mare fermentati), furono preparati per la cerimonia nuziale di re Sinmun nel febbraio 683. Nel Goryeosa è invece riportato che la doenjang e la ganjang erano parte delle forniture di soccorso nel 1018 dopo l'invasione dei Kitai, e nel 1052 dopo una carestia. Testi di Joseon quali il Guhwangchwaryo e il Jeungbo sallim gyeongje contengono dettagliate istruzioni per produrre doenjang e ganjang di buona qualità. Il Gyuhap chongseo spiega come scegliere la data giusta, cosa evitare, e come conservare doenjang e ganjang.